# Campeonato Mundial Femenino de Ajedrez 1930
El 2º Campeonato mundial femenino de ajedrez tuvo lugar durante las 3º Olimpiadas de Ajedrez de 1930 en Hamburgo. La campeona de este torneo fue Vera Menchik, quien defendió su título en un torneo todos contra todos.

## Resultados
|   | Jugadora          | 1   | 2   | 3   | 4   | 5   | Total |
| - | ----------------- | --- | --- | --- | --- | --- | ----- |
| 1 | Vera Menchik      | -   | ½ 1 | 0 1 | 1 1 | 1 1 | 6½    |
| 2 | Paula Wolf-Kalmar | ½ 0 | -   | 1 0 | 1 1 | 1 1 | 5½    |
| 3 | Wally Henschel    | 1 0 | 0 1 | -   | 1 1 | 0 ½ | 4½    |
| 4 | Katarina Beskow   | 0 0 | 0 0 | 0 0 | -   | 1 1 | 2     |
| 5 | Agnes Stevenson   | 0 0 | 0 0 | 1 ½ | 0 0 | -   | 1½    |